# Tritiumgaslichtquelle
Tritiumgaslichtquellen (auch GTLS, vom Englischen „Gaseous tritium light source“), bekannt unter den Handelsnamen trigalight, Betalight, Traser und nite glowring, sind Lichtquellen, die ohne äußere Energiezufuhr einige Jahrzehnte sichtbar leuchten. Eine Tritiumgaslichtquelle besteht aus einem Glasröhrchen aus Borosilikatglas, das von innen mit einem Leuchtmittel („Phosphor“) beschichtet und mit Tritium gefüllt ist. Tritiumgaslichtquellen wurden in den 1960er Jahren erfunden; sie leuchten wesentlich stärker als die schon zuvor bekannten tritiumhaltigen Leuchtfarben.

## Verwendung
Tritiumgaslichtquellen werden als Notfallbeleuchtungen für Schilder und für Zifferblätter und Zeiger von Uhren verwendet. Weitere Verwendungen sind Schlüsselanhänger und ähnliche „Glow-in-the-dark“-Produkte. Da sie zusätzlich zu ihrer Lebensdauer noch den Vorteil der Unabhängigkeit von äußerer Energiezufuhr haben, werden sie auch vom Militär verwendet, aber auch von einigen Jägern zur Wegmarkierung. Außerdem können sie beim Angeln das Knicklicht ersetzen.

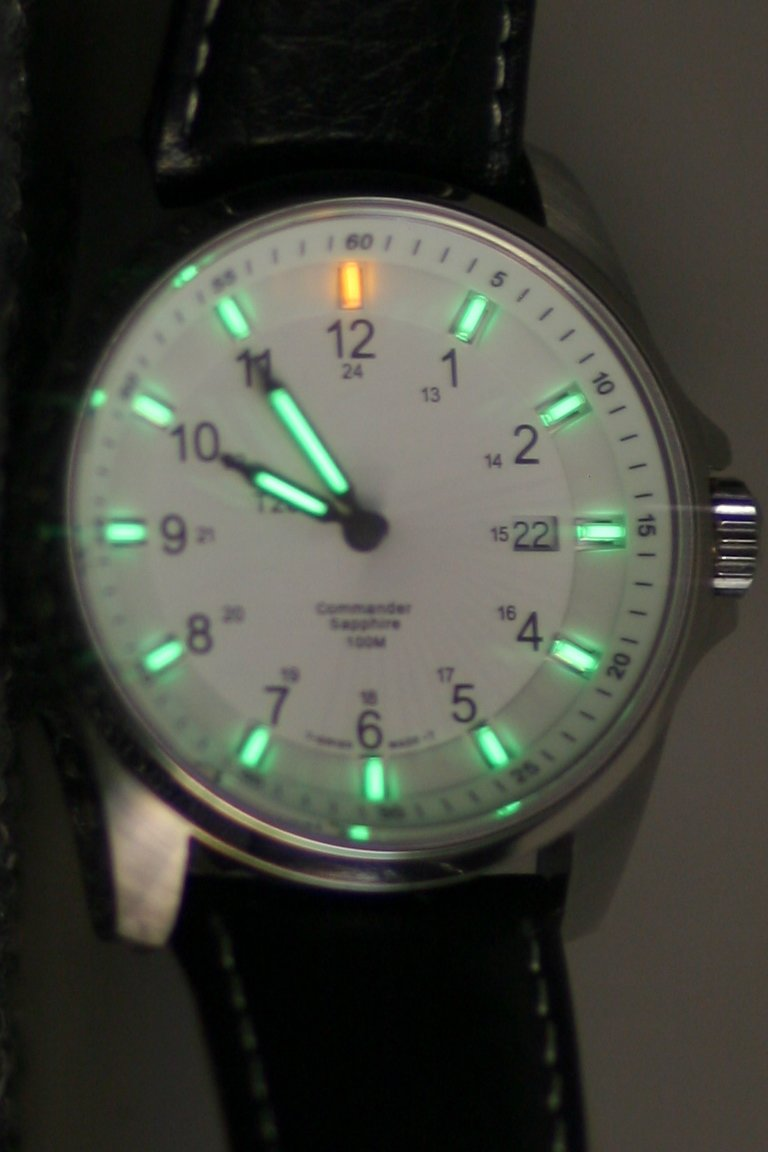
Zifferblatt einer Armbanduhr
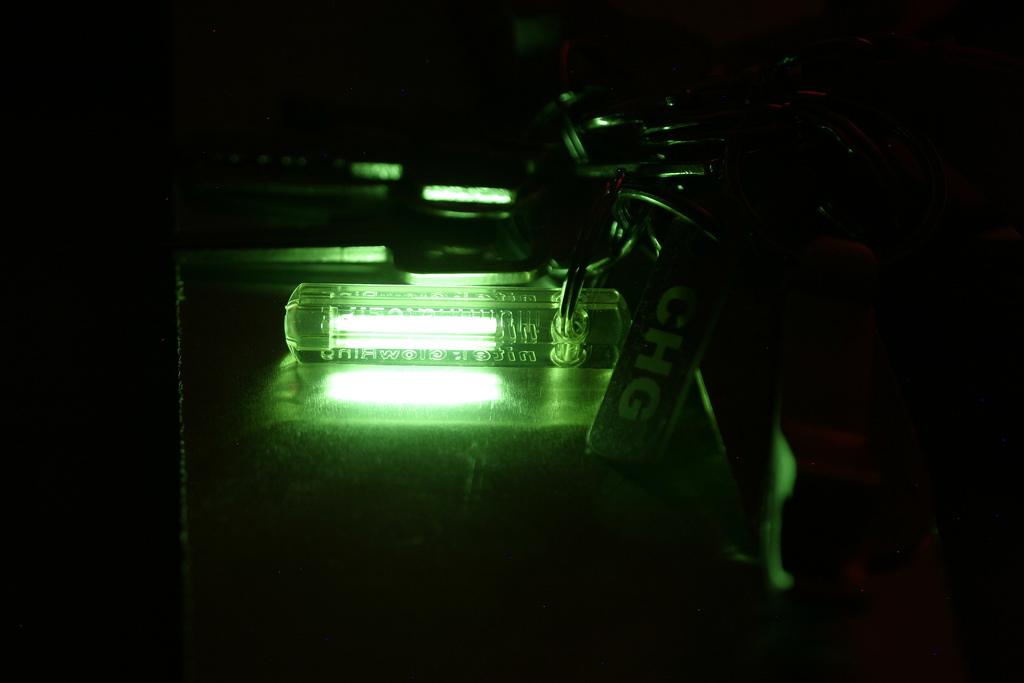
Tritium-Leuchtelement an einem Schlüsselanhänger
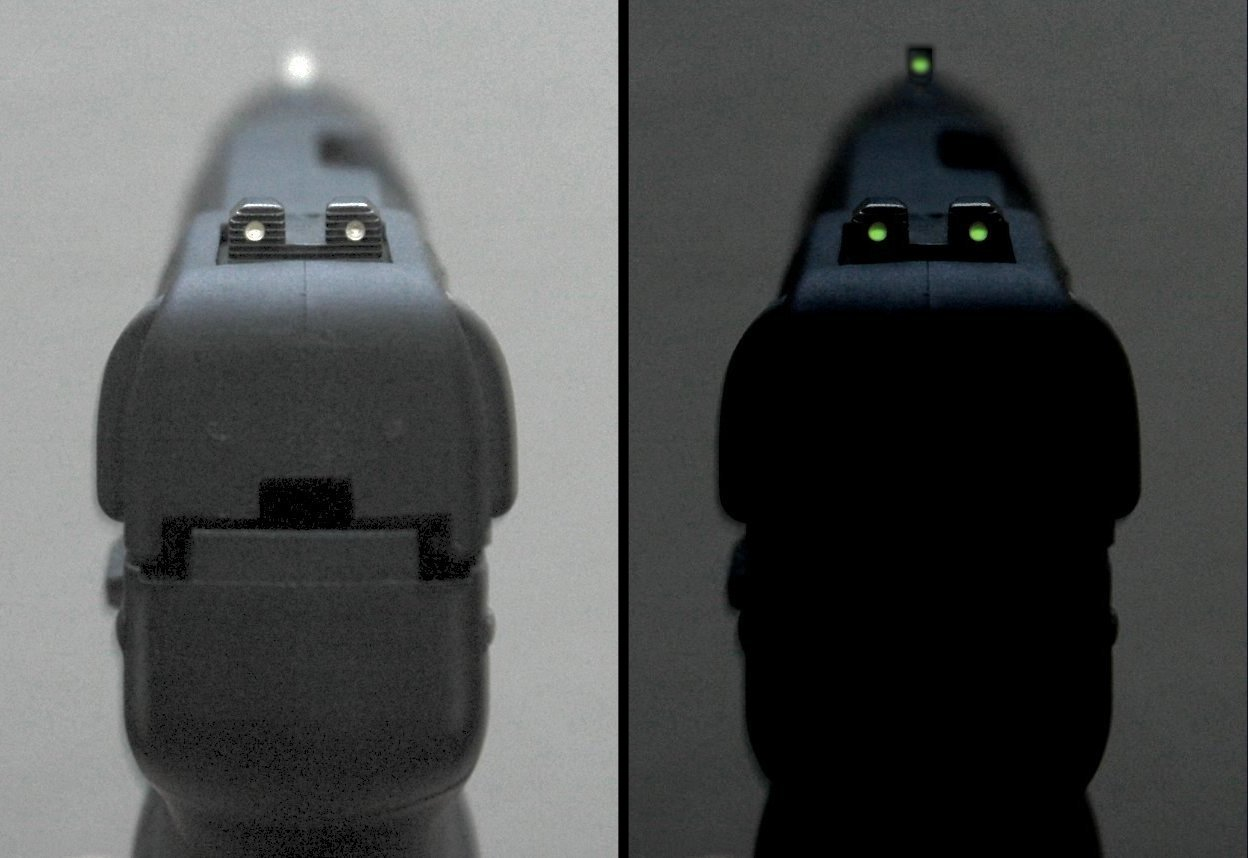
Dreipunktvisier einer FN Five-Seven
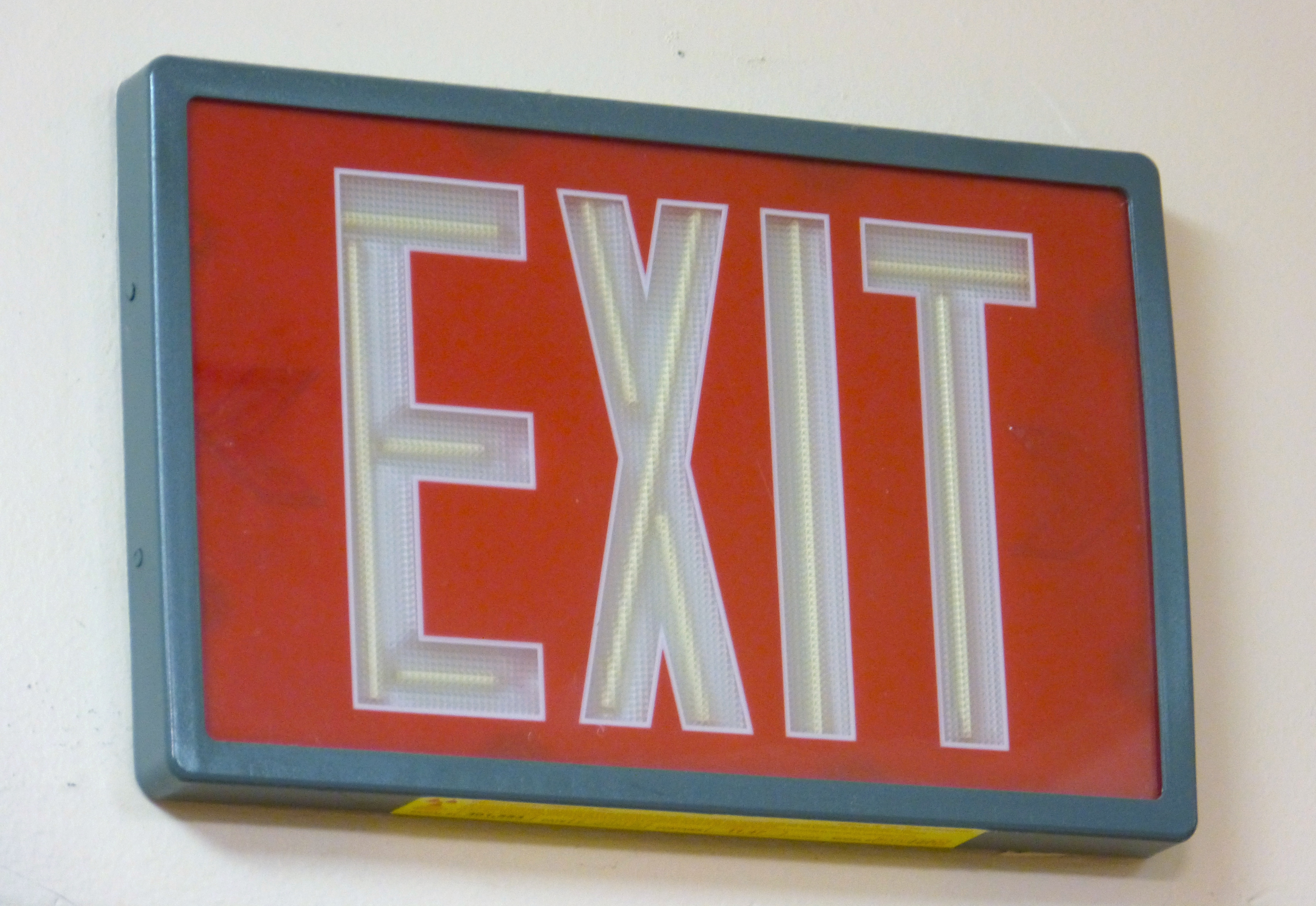
Selbstleuchtendes Rettungszeichen

## Funktionsweise
Eine Tritiumgaslichtquelle besteht aus einem Abschnitt eines meist röhrenförmigen Borsilikatglases, das auf der Innenseite mit einer Schicht einer fluoreszierenden Substanz (Leuchtstoff) überzogen ist. In dem Röhrchen sendet das Tritium relativ konstant Betastrahlung aus. Unter Einwirkung der Betastrahlung emittiert der Leuchtstoff Photonen in einer für den Leuchtstoff typischen Lichtfarbe, was das schwache und erst nach Jahren an Stärke abnehmende Leuchten ausmacht. Da das Tritium aufgrund des Betazerfalles Betastrahlung aussendet und sich dabei in das stabile Heliumisotop 3He verwandelt, nimmt die Leuchtstärke mit der Halbwertszeit von Tritium (ca. 12,3 Jahre) ab, da auch die Menge des Tritiums abnimmt.
Bei der Herstellung wird eine Glaskapillare mit radioaktivem Tritium (einem natürlichen Isotop des Wasserstoffs) gefüllt. Danach werden thermisch (z. B. mit Hilfe eines Lasers oder einer Flamme) kleine Abschnitte (wenige Millimeter bis zu 10 Zentimeter) der Kapillare versiegelt und abgetrennt.
Theoretisch ist es möglich, einen beliebigen Betastrahler in das Röhrchen zu füllen, um diese Funktion zu erreichen. Jedoch ist Tritium dafür besonders gut geeignet, weil es selbst und auch sein Zerfallsprodukt ungiftig und die Energie der Betastrahlen sehr gering ist (maximal 18,6 keV).
Hiervon zu unterscheiden ist die Betavoltaik, bei der Tritium zur Stromerzeugung in einer Halbleiterdiode dient.

## Gefahren
Intakte Tritiumgaslichtquellen schirmen die Betastrahlung des radioaktiven Tritiums vollständig ab. Durch die Abbremsung der Elektronen entsteht jedoch Bremsstrahlung im Röntgenbereich, die nach außen dringt. Gaslichtquellen mit hohem Tritiumgehalt können die Strahlenbelastung erhöhen.
Wenn das Glasröhrchen beschädigt wird und Tritium austritt, besteht geringe Gefahr für den Menschen und die Umwelt, da der Körper es beim Einatmen aufnimmt und es weiter Betastrahlung aussendet. Die besondere Gefahr von Tritium ist dessen biologische Aktivität, das heißt, es kann wie Wasserstoff in den natürlichen Stoffkreislauf gelangen und zum Beispiel als Bestandteil von dann radioaktivem Trinkwasser Schaden anrichten. Wegen der geringen Menge an Tritium, die Tritiumgaslichtquellen enthalten, und der relativ geringen Verbreitung der Tritiumgaslichtquellen stellt dies jedoch keine große Gefahr dar.
Im Falle der Zerstörung einer Tritiumgaslichtquelle in Form eines Schlüsselanhängers und der angenommenen vollständigen Inhalation des Gases ist mit einer einmaligen Aufnahme von ca. 350 µSv zu rechnen (basierend auf einer vom Bundesamt für Strahlenschutz angegebenen Äquivalenzdosis von 20 µSv bei Aufnahme des Gases aus einer tritiumhaltigen Uhr mit einer Aktivität von 1 GBq). Dies entspricht in etwa einem Siebtel der jährlich aufgenommenen natürlichen Radioaktivität. Bei etwas realistischeren Szenarien wie z. B. Zerbrechen in einem Raum mit mangelndem Luftaustausch und sehr schlechter Luftqualität (hoher Kohlendioxidgehalt von 3000 ppm durch Veratmung des Sauerstoffs der Luft), und Aufenthalt in diesem Raum, bis dieser Zustand erreicht ist, kommt man auf etwa ein Fünfhundertstel der jährlich aufgenommenen natürlichen Radioaktivität.

## Legalität
Tritiumgaslichtquellen sind im größten Teil der Welt legal, insbesondere für den zivilen Markt jedoch nur mit speziellen Auflagen.

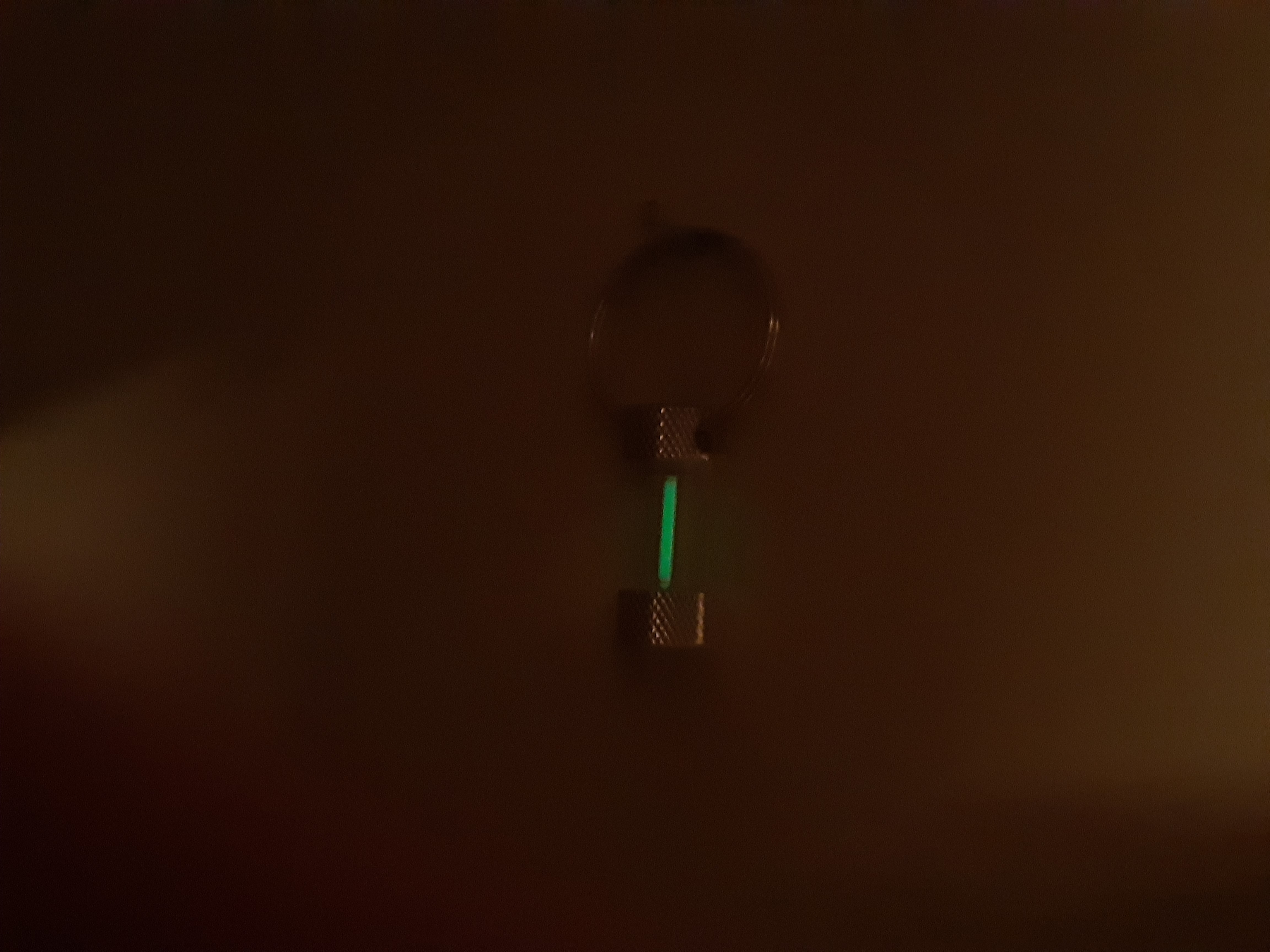
In Deutschland zugelassene und erhältliche Tritiumgaslichtquelle als Schlüsselanhänger, Aktivität kleiner 1 GBq

Für den zivilen Bereich gilt in Deutschland:
- Eine Aktivität von 1 GBq darf nicht überschritten werden.[2]
- Ab einer Aktivität von 0,5 Bq/g muss der Hersteller Lichtquellen kostenlos zurücknehmen.[2]
- Die Herstellung und der Import erfordern eine Genehmigung.

Die Gesamtaktivität von Tritiumgaslichtquellen, die in Uhren und kleinen Schlüsselanhängern verwendet werden, beginnt unter 1 GBq (trigalight Marker) und reicht bis zu 17,5 GBq (trigalight Glowring, ähnlich NITE GlowRing).
Die Lichtquelle der hauptsächlich im militärischen Bereich eingesetzten Taschenlampe Betalight Torch hat eine Aktivität von 70 GBq.
Der Besitz von Tritiumgaslichtquellen mit einer Gesamtaktivität von über 1 GBq ist in Deutschland genehmigungspflichtig. Der Besitz ohne eine entsprechende Genehmigung ist eine Ordnungswidrigkeit und kann mit einer Geldbuße von bis zu 50.000 Euro geahndet werden.